# Ad Polybium de consolatione
Consolatio ad Polybium fa parte del genere consolatio, ed è stato scritto da Seneca durante l'esilio in Corsica.
Si rivolge ad un liberto, molto potente, dell'imperatore Claudio per consolarlo della morte del fratello. Vi è inoltre un forte elogio adulatorio all'imperatore, incentrato per lo più sulla clementia del principe. Essa, a dire dell'esule Seneca, è tale che addirittura coloro che sono colpiti dal duro provvedimento dell'imperatore lo considerano giusto e lo venerano. Questa smaccata adulazione di Claudio e l'allusione a una gradita intercessione di Polibio presso di lui hanno attirato su Seneca accuse di incoerenza e di doppiezza.